# أحمد حمدي الجلاد
أحمد حمدي الجلِّاد (1882-1961) من رجالات الدولة السورية والمدير العام لشرطة دمشق في مطلع العشرينيات. لعِب دوراً فاعلاً في تطوير مديرية الشرطة وكان أحد الوجوه البارزة في المجتمع الدمشقي في السنوات الأولى من حكم الانتداب الفرنسي في سورية.

## البداية
ولِد أحمد حمدي الجلّاد بدمشق في أسرة عريقة اشتهر أبناؤها بتجارة الحرير، وكان والده محمد رشيد الجلاد رئيساً لغرفة تجارة دمشق في نهاية القرن التاسع عشر. دَرَس في المدرسة الرشدية العسكرية بدمشق ثمّ في الكلية الملكية الشاهانية في إسطنبول، ليتم تعينه فور تخرّجه في ديوان الخط الحديدي الحجازي.

## بداية العمل الإداري والسياسي
في عام 1911، عُيّن حمدي الجلّاد قائم مقام على بلدة الزبداني في ريف دمشق، ونُقل بعدها إلى مرجعيون في منطقة النبطية ثمّ إلى عكار، وصولاً إلى تعينه وكيلاً لمتصرف مدينة نابلس عشية اندلاع الحرب العالمية الأولى في صيف عام 1914.
انتسب حمدي الجلّاد في شبابه إلى الجمعية العربية الفتاة، التي أُسست على يد مجموعة من الطلاب العرب في فرنسا سنة 1911، وكانت تهدف في بداياتها إلى توسيع قاعدة المشاركة العربية في الدولة العثمانية، قبل المطالبة بتحرير العرب من الحكم العثماني. استمر عمل الجمعية في السر، وظلّ نشاط الجلّاد فيها غير معروف حتى عام 1916 عندما ذُكِر اسمه في التحقيقات الجارية في الديوان الحربي في عاليه، نتيجة التعذيب الذي تعرض له أحد أعضاء الجمعية المُعتقلين. تمّ استدعاؤه للمثول أمام جمال باشا، الحاكم العسكري لولاية سورية، بتهمة تسهيل فرار الطبيب عبد الرحمن الشهبندر، الذي كان مطلوباً من قبل السلطات العثمانية بسبب نشاطه القومي. على أثر هذه الحادثة طُرد الجلّاد من العمل الحكومي وتم نفيه إلى مدينة أنقرة التركية، حيث وُضع تحت الإقامة الجبرية لمدة عام. هَرب بعدها إلى مدينة أزمير، وتوراى عن الأنظار طيلة السنوات الأخيرة من الحرب العالمية الأولى ليعود إلى دمشق بعد تحريرها من الحكم العثماني في الأسبوع الأول من تشرين الأول 1918.

## في رئاسة بلدية دمشق
بايع حمدي الجلّاد الأمير فيصل بن الحسين حاكماً عربياً على سورية، وقام الأخير بتعينه رئيساً لبلدية دمشق، التي كانت تعاني الأمَرّين من الفوضى العارمة والنقص الكبير في الموارد المادية والكوادر البشرية، نتيجة سنوات الحرب الطويلة التي ألقت بظلالها على المدينة. أول تحدياته كانج إعادة الكهرباء إلى شوارع العاصمة، بعد عام كامل من الانقطاع، وتأمين نفقات إعادة تشغيل الخط الحديدي الحجازي، الذي دُمر جزئياً خلال الثورة العربية. نظراً للعجز الشديد في ميزانية الدولة، قام الجلّاد باستملاك طرفي شارع جمال باشا، الذي تحول اسمه ليصبح شارع النصر، ووضعت البلدية يدها على بناء كامل في محلة السنجقدار، لتأمين نفقات ترميم سوق الحميدية وتعبيد الطرقات في منطقة القصّاع ومحلة الخراب داخل المدينة القديمة. كما وُضعت في عهده أرصفة حديثة في حي البحصة وفي جادة الصالحية وفي بعض حارات باب توما الأثرية.
أشرف حمدي الجلّاد على مراسيم تتويج الأمير فيصل ملكاً على سورية في صباح يوم 8 آذار من عام 1920. جال على جميع قصور دمشق بحثاً عن كرسي يليق بأن يكون عرشاً للملك الجديد، ووجد طلبه في منزل أبو الخير الفرا، أحد أعضاء المجلس البلدي، الذي قدّم كرسياً فخماً مصنوعاً من العاج والصدف، استُخدم عرشاً لفيصل الأول في هذا اليوم التاريخي.
خُلع الملك فيصل عن عرش الشام بعد مواجهة عسكرية مع الجيش الفرنسي في معركة ميسلون يوم 24 تموز 1920 وقبل مغادرته دمشق، عَيّن علاء الدين الدروبي رئيساً للوزراء، الذي قام بدوره بنقل حمدي الجلّاد من بلدية دمشق إلى مديرية الأمن العام، التي كانت يومها تضم سلاحي الشرطة والدرك. تمّ الفصل بينهما، وأسست مديرية مستقلة للشرطة، ذهبت رئاستها لحمدي الجلّاد.

## مديراً لشرطة دمشق
أدى الجلّاد دوراً محورياً في الحفاظ على أمن العاصمة السورية خلال المرحلة الانتقالية الفاصلة بين خروج قوات الملك فيصل وبداية حكم الانتداب الفرنسي. منعاً للسرقات والنهب وقام باعتقال أصحاب السوابق وكل من خرج من السجون نتيجة العفو العام الذي أصدره فيصل قبل رحيله. في صيف ذلك العام، قامت حكومة الانتداب الفرنسي بتقسيم البلاد السورية إلى دويلات، كان من ضمنها دولة دمشق التي ذهبت رئاستها إلى حقي العظم وأصبح الجلّاد فيها مديراً للشرطة ومسؤولاً عن مدينتي حمص وحماة. وصل عدد أعضاء سلك الشرطة في عهده إلى 300 شرطي، قام بتوزيعهم على المدن والقرى بنسبة شرطي واحد لكل ألف مواطن، إلا دمشق التي كانت حصتها شرطيان اثنان لكل ألف شخص، بسبب كثافة عدد سكانها. أما حمص فكان لها 45 شرطياً وحماة 35 شرطياً.
كانت المديرية بحاجة إلى آليات وأجهزة فنية وأسلحة خفيفة، فقام الجلّاد بنقل مخلفات الجيش السوري المُنحل إلى ملاك الشرطة، واستحضر 350 مسدساً حديثاً من إنكلترا لتوزيعها على دوريات الليل، مع كلاب بوليسية وخيول ودراجات نارية. أسس مدرسة لفرسان الشرطة وشكّل فرقة من الخيالة لضبط الأمن في أطراف العاصمة، كما ربطها هاتفياً بشرطة المرور والمخافر. وأخيراً، سرّح 170 شخصاً من الخدمة (بين مفوض وشرطي) لم تعجبه سيرهم المسلكية، ووضع شروطاً صارمة لقبول أي متطوع جديد في سلك الشرطة، مع امتحان شفهي ومكتوب، يتم من خلاله تحديد ثقافته وأناقته وأخلاقه. كما أسس أرشيفاً للشرطة، فيه أضابير لكل المُجرمين، ومعه مكتبة للضباط وأخرى للسجناء.
وبعد عام على توليه المنصب، أسس الجلّاد مجلة نصف شهرية للشرطة، بالتعاون مع الصحفي نجيب الريّس، تُعنى بالمواضيع المسلكية والقانونية إضافة لنشر كل المراسيم المتعلقة بالشرطة التي تصدرها الدولة. صدر العدد الأول من مجلّة الشرطة يوم 15 آب 1921 وحمل صورة المفوض السامي الفرنسي هنري غورو على الغلاف. حُدد سعر المجلّة بخمسة قروش والاشتراك السنوي بليرة سورية واحدة.
تعرضت ولاياته لعدة تحديات وقلاقل أمنية كان على رأسها اغتيال رئيس الوزراء علاء الدين الدروبي في قرية خربة غزالة في سهل حوران في شهر آب من عام 1920، ومحاولة اغتيال الجنرال غورو خلال زيارته إلى القنيطرة في حزيران 1921. أشرف الجلّاد بنفسه على التحقيقات بكلا الحادثتين.
في 22 نيسان 1925، كُفت يده عن الخدمة بعد اتهامه بسرقة أموال كانت مُخصصة لإنشاء شارع بغداد وسط العاصمة السورية. عُزل الجلّاد بأمر من رئيس الدولة صبحي بركات وعُين بدلاً منه في قيادة الشرطة القاضي خليل رفعت، رئيس محكمة الجنايات. غاب حمدي الجلّاد عن أي منصب رسمي من بعدها، وعاش متقاعداً في منزله بحي عين الكرش في دمشق حتى وفاته. حَمل وسام الاستحقاق العثماني من الدرجة الثالثة، ونوط السكة الحديدية الحجازية الذهبي، ووسام الأكاديمي الفرنسي برتبة «ضابط كبير.»

## أولاده
اشتهر عرفان الجلّاد، ابن حمدي الجلّاد، في مرحلة الخمسينيات وكان أحد التجار البارزين في مدينة دمشق.